# Virtus Pallacanestro Bologna 1990-1991

## Roster
| Knorr Bologna 1990/1991 | Knorr Bologna 1990/1991 |
| Giocatori               | Staff tecnico           |
| ----------------------- | ----------------------- |

| N. | Naz.                   | Ruolo | Nome                   | Anno | Alt.   | Peso |  |
| -- | ---------------------- | ----- | ---------------------- | ---- | ------ | ---- |  |
| 4  | Italia (bandiera)      | P     | Roberto Brunamonti (c) | 1959 | 192 cm |      |  |
| 6  | Italia (bandiera)      | P     | Claudio Coldebella     | 1968 | 196 cm |      |  |
| 7  | Italia (bandiera)      |       | Pierluigi Portesani    | 1971 |        |      |  |
| 11 | Italia (bandiera)      | C     | Augusto Binelli        | 1964 | 211 cm |      |  |
| 12 | Stati Uniti (bandiera) | C     | Clemon Johnson         | 1956 | 205 cm |      |  |
| 13 | Italia (bandiera)      | C     | Roberto Cavallari      | 1963 | 203 cm |      |  |
| 14 | Italia (bandiera)      | A     | Vittorio Gallinari     | 1958 | 200 cm |      |  |
| 15 | Italia (bandiera)      | A     | Lauro Bon              | 1961 | 200 cm |      |  |
| 18 | Italia (bandiera)      | C     | Giovanni Setti         | 1969 | 204 cm |      |  |
| 20 | Stati Uniti (bandiera) | G     | Micheal Ray Richardson | 1955 | 195 cm |      |  |
|    | Italia (bandiera)      | PG    | Massimiliano Romboli   | 1971 | 192 cm |      |  |
|    | Italia (bandiera)      | P     | Davide Bonora          | 1973 | 186 cm |      |  |
|    | Italia (bandiera)      | A     | Andrea Cempini         | 1970 | 203 cm |      |  |
|    | Italia (bandiera)      |       | Lorenzo Corradini      |      |        |      |  |
|    | Stati Uniti (bandiera) | PG    | John Douglas           | 1956 | 185 cm |      |  |

| Allenatore                                    |
| Ettore Messina                                |
| Assistente/i                                  |
| Renato Pasquali Legenda - (C) Capitano Roster |

| Giocatori "a gettone" | Giocatori "a gettone" | Giocatori "a gettone" |
| Giocatore             | Dal                   | Al                    |
| --------------------- | --------------------- | --------------------- |
| John Douglas          | 29 settembre          | 29 settembre          |

## Risultati
- Serie A1:
  - stagione regolare: 3ª classificata su 16 squadre (19-11)
  - playoff:  semifinalista (3-3)
- Coppa Italia: eliminata ai quarti di finale (3-3)
- Coppa delle Coppe: eliminata nel girone (6-2)